# 天豊足柄姫命神社
天豊足柄姫命神社（あめのとよたらしからひめのみことじんじゃ）は、島根県浜田市にある神社である。式内社で、旧社格は県社。

## 祭神
天豊足柄姫命（あめのとよたらしからひめのみこと）を祭神とし、豊受姫命を配祀する。境内社の亀山神社は歴代の浜田藩主を祀る。
祭神の事績は明らかでないが、衣食の道を教えた女神として崇敬している。
旧島根県史は天豊足柄姫命について「石神は畢竟一代の御霊代に過ぎずして祭神は天豊足柄姫命なり」と論じている。

## 歴史
創建の由緒は不詳である。式内社で栄えたことが窺えるが、中世以降戦乱が続き廃れ数百年が経った。明治時代に入り、廃藩置県となり新たに社殿をお祭りし、明治六年県社になり、明治八年七月郷社になった。
文明十八年（1486）社殿を改築する。
元和六年（1620）、古田重治が伊勢国松坂より浜田に入部、浜田城を構築、城郭内に鎮座し奉る。
明治七年（1874）に本殿・拝殿共に建築。